# Marvin Sonsona
Marvin Sonsona est un boxeur philippin né le 25 juillet 1990.

## Carrière
Passé professionnel en 2007, il devient champion du monde des poids super-mouches WBO le 4 septembre 2009 en battant aux points le tenant du titre portoricain José López. Le 21 novembre 2009, il fait match nul contre Alejandro Hernandez mais perd tout de même sa ceinture pour ne pas avoir respecté la limite de poids réglementaire lors de la pesée. Il est ensuite battu par Wilfredo Vazquez Jr. par KO au 4e round lors d'un combat pour le titre vacant WBO des poids super-coqs.